# سام آمو-آمیاو
سام آمو-آمیاو (انگلیسی: Sam Amo-Ameyaw؛ زادهٔ ۱۸ ژوئیهٔ ۲۰۰۶) بازیکن فوتبال است.
وی همچنین در تیم‌های ملی فوتبال زیر ۱۶ سال انگلستان و زیر ۱۷ سال انگلستان بازی کرده‌است.

## دوران باشگاهی

### ساوت‌همپتون
آمو آمیاو در اوت ۲۰۲۲ در سن ۱۶ سالگی از باشگاه فوتبال تاتنهام هاتسپر به ساوت‌همپتون پیوست و ظاهراً پیشنهاد یک قرارداد بورسیه با تاتنهام را رد کرد.
آمو آمیاو اولین بازی خود را در لیگ برتر فوتبال انگلیس در ۲۸ مه ۲۰۲۳ انجام داد و به عنوان بازیکن تعویض در نیمه دوم به جای جیمز وارد-پروس وارد میدان شد و ساوت‌همپتون در یک بازی خانگی با لیورپول به تساوی ۴ بر ۴ رسید. وی با ۱۶ سال ۳۱۴ روز در این بازی، به جوان‌ترین بازیکنی تبدیل شد که تا آن زمان برای ساوت‌همپتون در لیگ برتر بازی کرده‌است.